# A esmorga (pel·lícula de 2014)
A esmorga és una pel·lícula gallega escrita i dirigida per Ignacio Vilar i basada en la novel·la homònima d'Eduardo Blanco Amor.

## Repartiment
| Actor / actriu original | Personatge     |
| ----------------------- | -------------- |
| Miguel de Lira          | Cibrán         |
| Karra Elejalde          | Bocas          |
| Antonio Durán "Morris"  | Milhomes       |
| Alfonso Agra            | Pego           |
| Sabela Arán             | Socorrito      |
| Melania Cruz            | Raxada         |
| Lois Soaxe              | Acacio         |
| Santi Prego             | Cabito         |
| Pepo Suevos             | Barrigas       |
| Covadonga Berdiñas      | Tía Esquilacha |
| Mela Casal              | Nonó           |

## Argument
En la Galícia de la dècada de 1950, Cibran és un treballador amb un fill extramatrimonial amb Raxada, i un matí, de camí al treball es troba amb dos amics borratxos, Bocas i el problemàtic Milhomes, i s'uneix a ells en el seu camí sense direcció durant 24 hores per tavernes, bars d'alterne i prostíbuls, mentre deixen un reguer de destrucció i autodestrucció.

## Nominacions i premis
- Nominada en la XXVIII edició al Premi Goya al millor guió adaptat.[6]

## Galeria d'imatges

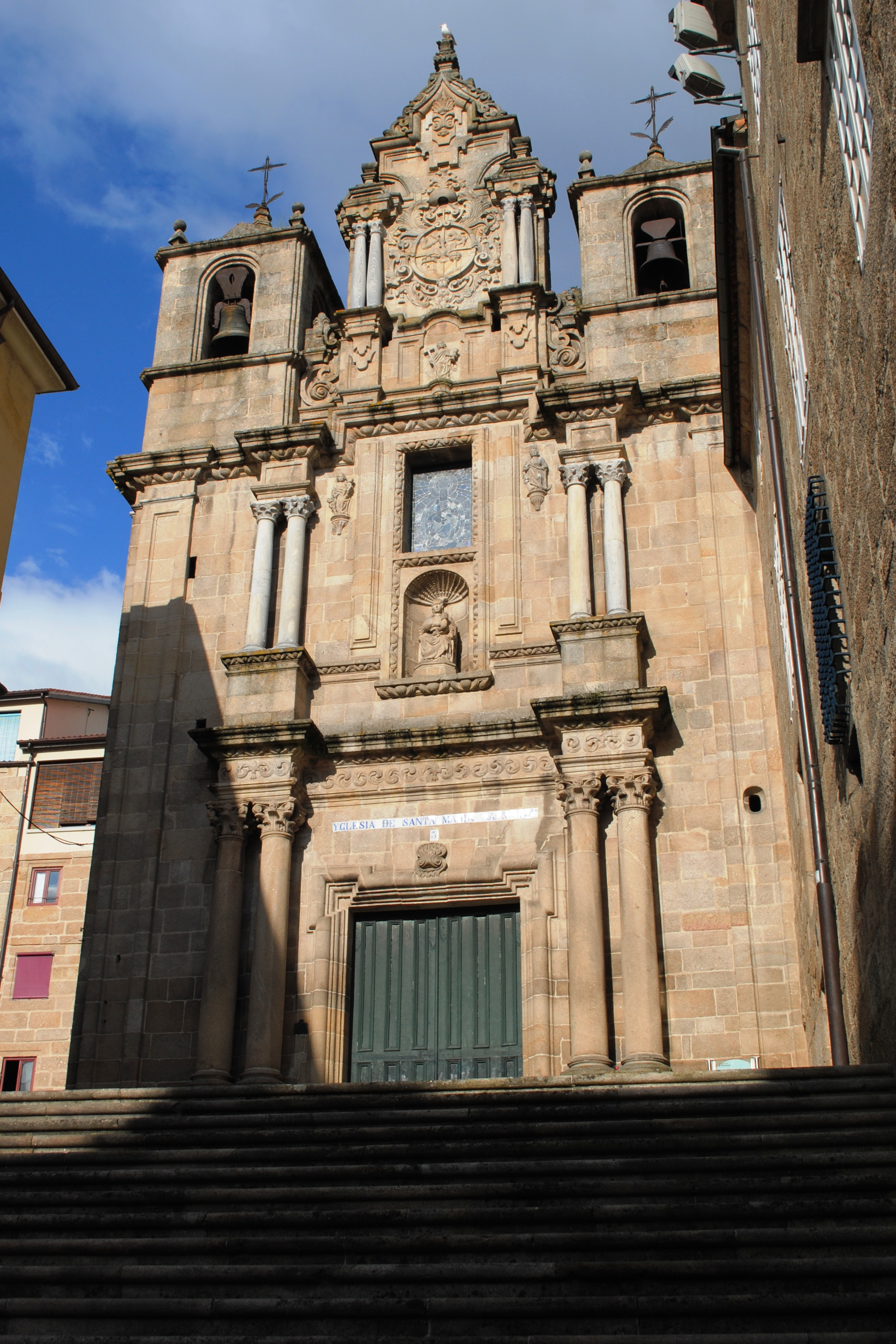
Església de Santa María.
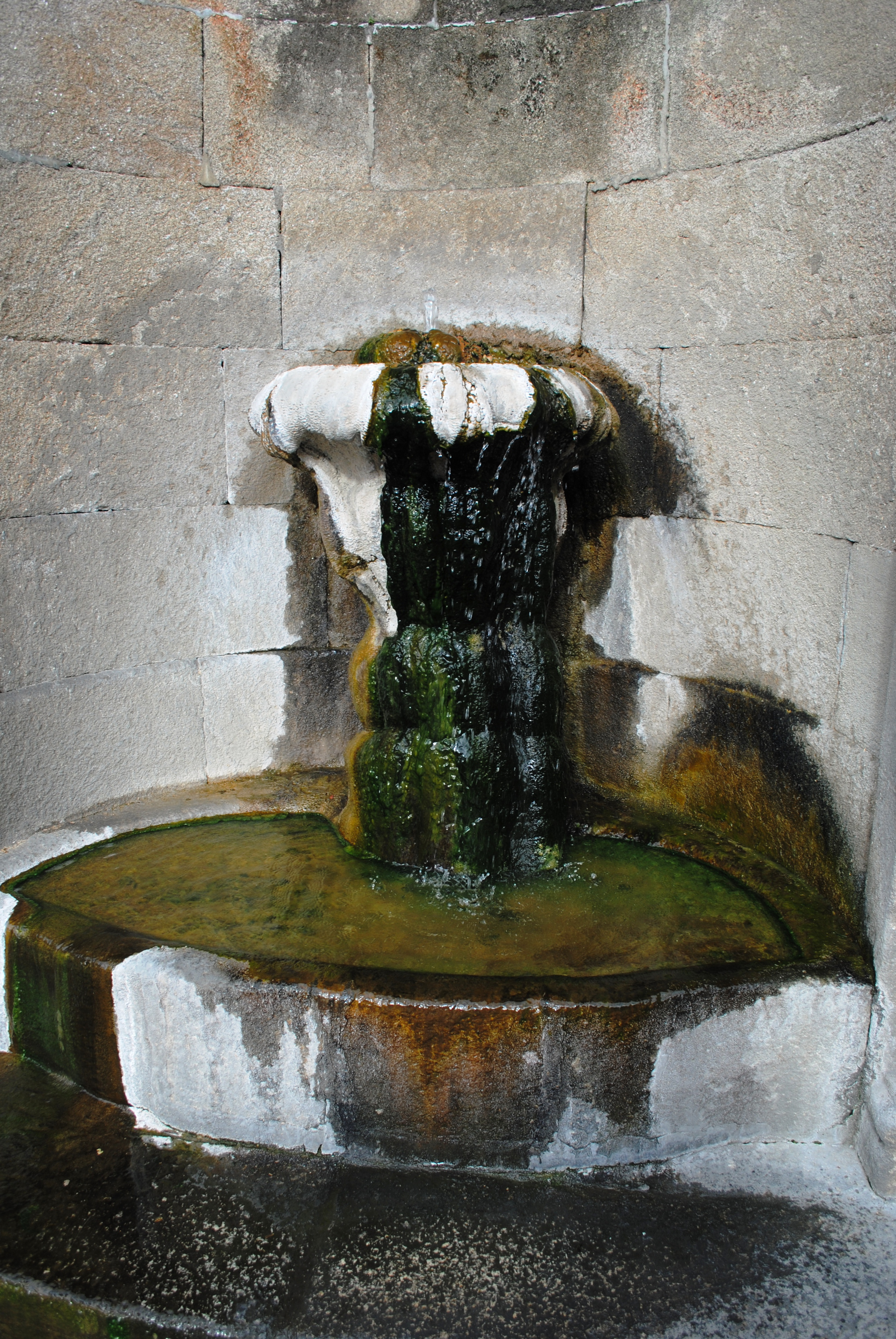
Font das Burgas.